# Edgar Mittelholzer
Edgar Austin Mittelholzer (* 16. Dezember 1909 in New Amsterdam, Britisch-Guayana; † 5. Mai 1965 auf seiner Farm bei Farnham, Surrey) war ein guyanischer Schriftsteller.

## Leben
Mittelholzer war das erste von vier Kindern von William Austin Mittelholzer und dessen Ehefrau Rosamond Mabel Mittelholzer, geborene Leblanc.
Im Dezember 1941 ging Mittelholzer nach Trinidad und Tobago, um sich der Trinidad Volunteer Reserve auf der Insel Trinidad anzuschließen. Aber bereits im August des darauffolgenden Jahres wurde er aus medizinischen Gründen wieder ins Zivilleben entlassen. Später erzählte er über diese Zeit als „one of the blackest and most unpleasant interludes in my life“.
Bereits im März 1942 hatte er auf Trinidad geheiratet. 1947 beschloss Mittelholzer nach Großbritannien zu gehen und Anfang 1948 konnte er dieses Vorhaben in die Tat umsetzen. Zusammen mit seiner Ehefrau und seiner Tochter kam er nach London und bekam bald schon eine Anstellung als Schreibkraft beim British Council.
Durch einen Kollegen machte er im Juni 1949 die Bekanntschaft des Verlegers Leonard Sidney Woolf. Dieser war vom literarischen Schaffen Mittelholzers begeistert und publizierte 1950 in seinem Verlag Hogarth Press den Roman A morning at the office. Dieses Debüt kam beim Leser wie auch bei der Literaturkritik gut an und machte Mittelholzer schlagartig bekannt.
Als Anfang 1952 Peter Neville den ersten Band von Mittelholzers Opus magnum Children of Kaywana veröffentlicht hatte, gab dieser seine Stellung beim British Council auf und widmete sich nur noch dem Schreiben. Im Mai desselben Jahres wählte man ihn für die Guggenheim Fellowship for Creative Writing.
Mit diesem Geld ausgestattet, ging Mittelholzer zusammen mit seiner Ehefrau und seinen vier Kindern nach Kanada und ließ sich in Montreal nieder. In dieser neuen Umgebung wollte er an seinem Epos Children of Kaywana weiterschreiben. Bedingt durch den strengen Winter 1952/53 verließ Mittelholzer Kanada und ließ sich mit seiner Familie in Barbados nieder. Dort lebte er die folgenden drei Jahre und in dieser Zeit entstanden seine wichtigsten Romane.
Im Mai 1956 kehrte Mittelholzer zusammen mit seiner Familie nach Großbritannien zurück und erwarb eine Farm bei Farnham in Surrey. Im Mai 1959 ließ er sich von seiner Ehefrau scheiden. Anlässlich eines Kurses in Creative Writing lernte er Jacqueline Pointner kennen und heiratete sie im April 1960. Bereits zu dieser Zeit war seine finanzielle Situation schon als desolat zu bezeichnen. Als sich Mittelholzer dabei keinerlei Lösungen mehr vorstellen konnte, beging er auf seiner Farm bei Farnham am 5. Mai 1965 Suizid.

## Rezeption
Zwischen 1950 und 1965 konnte Mittelholzer beinahe jährlich einen Roman veröffentlichen. Er lehnte jegliche Unterstützung durch Agenten bzw. Manager ab und handelte seine Verträge immer selbst aus. Anfänglich stand dieses Handeln noch unter einem guten Stern, doch schon bald geriet ihm dies zum Nachteil. Die Schwierigkeiten begannen, als der Verlag Secker & Warburg (London) sein Werk The pilling of the croud wegen Pornographie ablehnte. Auch sein Roman The aloneness of Mrs. Chatham wurde von 14 Verlagen abgelehnt, bis er 1965 endlich in Druck gehen konnte.

## Werke (Auswahl)
Autobiographie
- A swarthy boy. Putnam, London 1963.

Erzählungen
- The adding machine. A fable for capitalists and commercialists. Pioneer Press, Kingston, Jamaica 1954.
- Of trees  and the sea. Secker & Warburg, London 1956.

Romane
- The aloneness of Mrs. Chatham. London 1965.
- Corentyne Thunder. Heinemann, London 1981, ISBN 0-435-98593-0 (Caribbean Writers Series; 2).
- Eltonsbrody. A novel. Secker & Warburg, London 1960.
- Gebein und Flöte. Roman (= My bones and my flute). Fischer Taschenbuchverlag, Frankfurt/M. 1989, ISBN 3-596-22752-6.
- Glühende Schatten. Roman (= Shadows move among them). Claassen, Hamburg 1957.
- Hurrikan Janet. Roman (= The weather family[2]). Schünemann Verlag, Bremen 1959.
- Kaywana. Roman (Children of Kaywana). Blanvalet, München 1954.
- Latticed echoes. A novel in the leitmotiv manner. Secker & Warburg, London 1960.
- The life and death of Sylvia. A novel. John Day Publ., New York 1954.
- The mad MacMullochs. A novel. Peter Owen Press, London 1963.
- A morning at the office. Heinemann, London 1971, ISBN 0-435-98594-9 (Caribbean Writers Series; 11).
- The pilling of the clouds. Putnam, London 1961.
- A tinkling in the twilight. A novel. Secker & Warburg, London 1959.
- Thunder returning. A novel. Secker & Warburg, London 1961.
- The wounded and the worried. MacDonald, London 1963.
- Uncle Paul. MacDonald, London 1963.

Sachbuch
- With a Carib eye. Secker & Warburg, London 1965.